# Série 2
Stratigraphie
Terreneuvien Miaolingien
La série 2 est une époque géologique du Cambrien inférieur, entre -521 et -509 millions d'années.
Elle correspond approximativement avec le Terreneuvien aux anciennes notions de Géorgien.

## Description
La division du Cambrien s'est effectué par vote en décembre 2004 de l'ISCS (International Sub-commission on Cambrian Stratigraphy), il demeure le seul système n'ayant pas encore de biostratigraphie complètement établie à l'échelle mondiale à cause du fort endémisme de la faune.
La base de la série 2 (521 Ma), et de l'étage 3, est marquée par l'apparition des trilobites, probablement la famille Fallotaspididae. L'étage 4 est marqué par l'apparition du trilobite Olenellus au Laurentia ou des Redlichiidae au Gondwana.
Les limites actuelle du Cambrien, dans lequel s'intègre la Série 2, sont présentées ci-après, :
| Système  | Série        | Étage        | Âge (Ma)        |
| -------- | ------------ | ------------ | --------------- |
| Cambrien | Furongien    | Étage 10     | ~489,5 - 485,4  |
| Cambrien | Furongien    | Jiangshanien | ~494 - ~489,5   |
| Cambrien | Furongien    | Paibien      | ~497 - ~494     |
| Cambrien | Miaolingien  | Guzhangien   | ~500,5 - ~497   |
| Cambrien | Miaolingien  | Drumien      | ~504,5 - ~500,5 |
| Cambrien | Miaolingien  | Wulien       | ~509 - ~504,5   |
| Cambrien | Série 2      | Étage 4      | ~514 - ~509     |
| Cambrien | Série 2      | Étage 3      | ~521 - ~514     |
| Cambrien | Terreneuvien | Étage 2      | ~529 - ~521     |
| Cambrien | Terreneuvien | Fortunien    | 541,0 - ~529    |